# Oskars Ķibermanis
Oskars Ķibermanis (ur. 4 kwietnia 1993 w Valmierze) – łotewski bobsleista, pilot boba, wicemistrz świata, mistrz oraz wicemistrz Europy, dwukrotny wicemistrz świata juniorów.

## Kariera
Starty na arenie międzynarodowej rozpoczął w 2011 roku. W listopadzie pojawił się podczas zawodów kwalifikacyjnych do igrzysk olimpijskich młodzieży. W tym samym miesiącu zadebiutował w zawodach z cyklu Pucharu Europy. W grudniu 2012 roku zadebiutował w mistrzostwach świata juniorów w Igls. Na tej imprezie zdobył 2 medale, srebrny w rywalizacji czwórek oraz brązowy w rywalizacji dwójek. Na styczeń 2013 roku przypadały debiuty zarówno w zawodach z cyklu Pucharu Świata jak i w mistrzostwach świata w Sankt Moritz, w których zajął 16. miejsce w dwójkach i 18. w czwórkach. W 2014 roku zadebiutował podczas igrzysk olimpijskich w Soczi, w których uplasował się na 12. lokacie w czwórkach oraz 14. w dwójkach.
W lutym 2015 roku, na mistrzostwach świata juniorów w Altenbergu osiągnął identyczne rezultaty jak na imprezie przed dwoma laty, zdobywając srebrny i brązowy medal. W styczniu 2017 roku wywalczył brązowy medal podczas mistrzostw Europy w Winterbergu w rywalizacji dwójek. Również w styczniu tego roku, wygrał swoje pierwsze zawody Pucharu Świata, które rozgrywane były w szwajcarskim Sankt Moritz. Miesiąc później, na mistrzostwach świata w Königssee zajął 4. pozycję w konkursie dwójek. W lutym 2018 roku zajął 9. miejsce w rywalizacji dwójek oraz 10. w rywalizacji czwórek podczas igrzysk olimpijskich w Pjongczangu.
W sezonie 2018/2019 zajął 2. miejsce w klasyfikacjach generalnych Pucharu Świata dwójek, czwórek oraz kombinacji. W każdej z nich musiał uznać wyższość Niemca Francesco Friedricha. W tym sezonie zdobył również medale na imprezach mistrzowskich. Podczas mistrzostw Europy w Königssee zdobył srebrny medal w czwórkach. Ten sam wynik osiągnął na mistrzostwach świata w Whistler. Sezon 2019/2020 był kolejnym, w którym odnosił sukcesy. W klasyfikacjach pucharowych ponownie zajął 2. miejsce w dwójkach oraz 3. w kombinacji. W lutym 2020 roku wywalczył złoty medal podczas mistrzostw Europy w Siguldzie w dwójkach oraz brązowy medal podczas mistrzostw świata w Altenbergu również w dwójkach.

## Osiągnięcia

### Igrzyska olimpijskie
| Rok  | Miejsce    | Dwójki | Czwórki |
| ---- | ---------- | ------ | ------- |
| 2014 | Soczi      | 14.    | 12.     |
| 2018 | Pjongczang | 9.     | 10.     |

### Mistrzostwa świata
| Rok  | Miejsce      | Dwójki | Czwórki |
| ---- | ------------ | ------ | ------- |
| 2013 | Sankt Moritz | 18.    | 16.     |
| 2015 | Winterberg   | 8.     | 15.     |
| 2016 | Igls         | 14.    | 10.     |
| 2017 | Königssee    | 4.     | 10.     |
| 2019 | Whistler     | 6.     | 2.      |
| 2020 | Altenberg    | 3.     | 4.      |
| 2021 | Altenberg    | 6.     | 4.      |

### Mistrzostwa Europy
| Rok  | Miejsce            | Dwójki | Czwórki |
| ---- | ------------------ | ------ | ------- |
| 2016 | Sankt Moritz       | 10.    | 6.      |
| 2017 | Winterberg         | 3.     | 8.      |
| 2018 | Igls               | 4.     | 6.      |
| 2019 | Königssee          | 4.     | 2.      |
| 2020 | Sigulda/Winterberg | 1.     | 5.      |

### Mistrzostwa świata juniorów
| Rok  | Miejsce   | Dwójki | Czwórki |
| ---- | --------- | ------ | ------- |
| 2013 | Igls      | 3.     | 2.      |
| 2015 | Altenberg | 3.     | 2.      |

### Puchar Świata
| Sezon     | Dwójki | Czwórki | Kombinacja |
| --------- | ------ | ------- | ---------- |
| 2012/2013 | 37.    | 25.     | 29.        |
| 2013/2014 | 15.    | 14.     | 14.        |
| 2014/2015 | 12.    | 10.     | 9.         |
| 2015/2016 | 14.    | 10.     | 12.        |
| 2016/2017 | 8.     | 11.     | 10.        |
| 2017/2018 | 4.     | 7.      | 6.         |
| 2018/2019 | 2.     | 2.      | 2.         |
| 2019/2020 | 2.     | 4.      | 3.         |
| 2020/2021 | 4.     | 23.     | 7.         |